# Midnight Sun (comics)
Pour les articles homonymes, voir Midnight Sun.
Midnight Sun est un super-vilain créé par Marvel Comics. Il est apparu pour la première fois dans Marvel Special Edition #16, en 1974.

## Biographie du personnage

### Origines
L'homme qui allait devenir Midnight Sun était un jeune garçon africain prénommé M'nai, vivant dans un village servant de base à Fu Manchu. Sa famille fut tuée lors d'une attaque et il eut le visage défiguré. Fu Manchu remarqua que le jeune garçon ne pleurait pas et il décida de l'élever en Chine comme son propre fils. M'Nai cacha ses traits sous un masque et se fit appeler Midnight. Frère adoptif de Shang-Chi, il devint un de ses meilleurs ami avant que le fils légitime ne se rebelle contre son père criminel.

### Parcours
Midnight continua de travailler pour Fu Manchu jusqu'à ce qu'il reçoive l'ordre d'assassiner Shang-Chi. Les deux hommes s'affrontèrent à contre-cœur, jusqu'à ce que Midnight fasse apparemment une chute.
En réalité, Midnight fut arraché de la Terre-616 par Kang qui le sauva d'une mort certaine. Kang utilisa Midnight comme soldat dans sa Légion de la Mort contre les Vengeurs. Mantis le battit. À la fin du combat, Immortus le transporta à son époque et il reprit sa chute, se rompant le cou.
Son corps fut trouvé par des Krees et cryogénisé pendant des années. Pour lutter contre le Surfer d'argent, un savant nommé Kar-Sagg transplanta le cerveau de M'nai dans un corps cloné, muet et amélioré, pour en faire un adversaire de poids du surfer. C'est à ce moment que l'homme se fit appeler Midnight Sun. Il combattit Norrin Radd mais fut défait plusieurs fois.
Pour en faire un meilleur soldat, Kar-Sagg tenta d'effacer son humanité. M'nai se réveilla pendant la procédure et échappa aux Krees, amnésique.
N'ayant plus besoin de respirer, il médita sur la Lune à la recherche de son passé. Quand il détecta le Surfer, il l'attaqua. Vainqueur, le Surfer voulut aider son agresseur et il le démasqua, révélant son affreux visage. Enragé, Midnight Sun l'attaqua de nouveau mais fut cette fois-ci stoppé par les Inhumains. Ils voulurent ramenèrent à Attilan pour le soigner et l'aider à communiquer. Il accepta et fit la paix avec le Surfer.
Revenu sur Terre, il retrouva Shang-Chi et le combattit encore. Mais les deux « frères » firent la paix.

## Pouvoirs et capacités
En tant qu'agent de Fu Manchu, Midnight Sun a été formé à l'espionnage et aux arts martiaux. C'est un maître en kung-fu, et aussi un expert avec les armes asiatiques comme les dagues, les nunchakus et les shurikens.
- Midnight Sun a été amélioré physiquement par les Kree, lui permettant de se camoufler dans les ombres et d'être pratiquement indétectable.
- Son corps artificiel est plus fort et plus résistant que celui d'un être humain. On ignore son niveau de force et de résistance actuel, mais il a été capable de blesser le Surfer d'argent en le frappant à certains endroits précis, grâce à ses compétences en arts martiaux. De même, il a résisté quelque peu aux attaques de son adversaire.
- Il n'a plus besoin de se nourrir, de respirer, et ne craint pas les températures glaciales de l'espace.
- Il utilise des disques argentés qu'il fixe sur ses mains et ses pieds, pour se déplacer dans l'air et dans l'espace. Ces disques sont très solides, et il s'en sert parfois comme arme.